# Lim Tee Tai
Lim Tee Tai (* um 1955) ist ein singapurischer Ingenieur. 

## Leben
Lim studierte in Australien am Institut für Maschinenbau und Fertigungstechnik (en.: Department of Mechanical and Manufacturing Engineering) der Universität Melbourne und graduierte dort 1977 mit einem Bachelor of Engineering mit Auszeichnung. Ursprünglich wollte er für seine Doktorarbeit zur Laser-Doppler-Anemometrie forschen. Zusammen mit seinem Doktorvater Anthony Edward Perry (1937–2001) beobachtete er jedoch eines Tages außergewöhnliche Rauchmuster, die sich in einem aus einer runden Düse strömenden laminaren Strahl bildeten. Die topologische Analyse dieses Phänomens und die Strömungsvisualisierungen bildeten die Grundlage mehrerer wegweisender Fachartikel. Darüber hinaus produzierten beide den 16-mm-Film Eddies in captivity, den sie an zahlreiche Forschungs- und Lehrinstitutionen in aller Welt verkauften. 1979 wurde Lim schließlich mit der Dissertation Coherent structures in coflowing jets and wakes promoviert. 
Bis 1981 arbeitete er als Graduate Research Assistant beziehungsweise Research Fellow an seiner Alma Mater. Anschließend war er zwei Jahre lang am Ames Research Center der NASA im US-Bundesstaat Kalifornien tätig, ehe er 1984 nach Melbourne zurückkehrte. Dort fand er eine Anstellung als Postdoc in Perrys Arbeitsgruppe. 1993 wechselte er an das Institut für Maschinenbau (en.: Department of Mechanical Engineering) der National University of Singapore, wo er seitdem als Associate Professor forscht und lehrt.
Lim gilt als einer der weltweit führenden Experten in Bezug auf Strömungsmechanik – insbesondere Fluiddynamik von Wirbeln – und hat sich sehr um die experimentelle Visualisierung von Strömungsdynamiken verdient gemacht. Seine vordringlichen Forschungsinteressen sind Wirbeldynamik und -strömung, die Aerodynamik von Körpern mit strömungstechnisch ungünstigem Profil sowie unstete Aerodynamik. Er gehört (Stand: September 2021) dem Herausgebergremium der im Peer-Review-Verfahren digital publizierten wissenschaftlichen Fachzeitschrift Journal of Applied Fluid Mechanics an.

## Publikationen (Auswahl)
Monographien
- Alexander John Smits; Lim Tee Tai (Hrsg.): Flow visualization. Techniques and examples. Imperial College Press, London, 2000, ISBN 978-1-860-94193-1.

Beiträge in Sammelwerken
- Lim Tee Tai; Timothy Bruce Nickels: Vortex rings. In: Sheldon I. Green (Hrsg.): Fluid vortices. In der Reihe: „Fluid mechanics and its applications“, Band 30. Kluwer Academic Publishers, 1995, ISBN 978-9-401-04111-9, Seiten 95–153.
- Lim Tee Tai; Deepak Adhikari: The impact of a vortex ring on porous surfaces. A review. In: Daniel T. H. New; Simon C. M. Yu (Hrsg.): Vortex rings and jets. Recent developments in near-field dynamics. In der Reihe: „Fluid mechanics and its applications“, Band 111. Springer Science+Business Media, Singapur, ISBN 978-9-812-87395-8, Seiten 33–60.